# کشف گورهای دسته جمعی مدارس بومیان کانادا

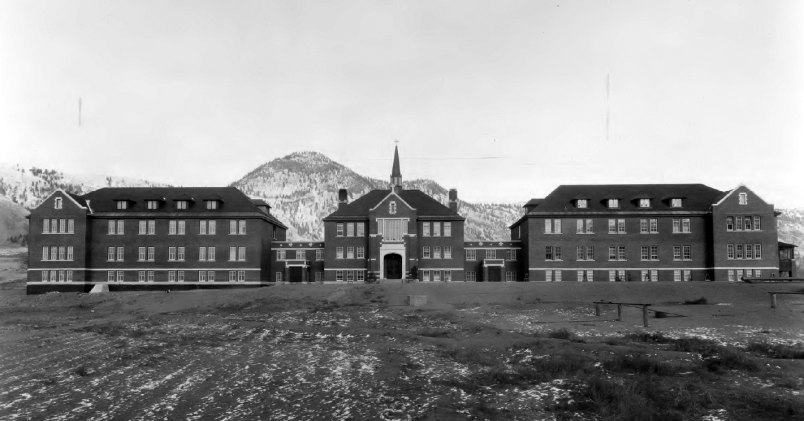
کشف گورهای دسته جمعی در مدارس بومیان کاندا

در ماه مه و ژوئن ۲۰۲۱، بقایای صدها نفر از بومیان، از جمله صدها کودک، در نزدیکی محل سابق چهار مدرسه شبانه‌روزی بومیان کانادایی در استانهای مانیتوبا، بریتیش کلمبیا و ساسکاچوان کشف شد.
مدارس شبانه‌روزی بومیان کانادا، شبکه ای از مدارس شبانه‌روزی برای بومیان بود که بودجه آن توسط اداره امور سرخ پوستان دولت کانادا تأمین و توسط کلیساها اداره می‌شد. ایجاد این سیستم مدارس به این منظور بود که مانع تاثیرپذیری کودکان بومی از فرهنگ بومی خود و افزایش جذب آنها به فرهنگ غالب کانادا شود.
در سه مورد از این مدارس گورهای بی نشان کشف شده بقایای تقریباً ۱۰۰۰ نفر بی‌نام و نشان و غالباً کودک را در خود جای داده‌است.

## تاریخچه
مقاله اصلی:مدارس شبانه‌روزی بومیان کانادا
شبکه‌ای از مدارس برای مردم بومی کانادا بود که توسط دپارتمان امور سرخ‌پوستان دولت کانادا بودجه آن تأمین و توسط کلیساهای مسیحی کانادا اداره می‌شد. این مدارس برای آشنا کردن کودکان بومی با فرهنگ غالب کانادایی و دور ساختن آنها از فرهنگ و زبان بومی قبیله‌هایشان طراحی شده بود. این مدارس حدود صد سال از ۱۸۸۰ مشغول به کار بودند و حدود ۳۰ درصد از کودکان بومی (۱۵۰ هزار کودک) در کل کانادا در آنها تحصیل کردند.
این سیستم مدارس شبانه‌روزی بیش از ۱۲۰ سال کار کرد و آخرین مدرسه آن در سال ۱۹۹۶ تعطیل شد. تعداد قابل توجهی از کودکان بومی هنگام تحصیل در مدارس شبانه‌روزی جان خود را از دست دادند، در برخی از مدارس نرخ مرگ به ازای هر ۲۰ دانش آموز ۱ مرگ بود.تعداد دقیق مرگ‌های مربوط به مدرسه به دلیل سوابق ناقص ناشی از سهل انگاری، ناشناخته مانده‌است.
گزارش کمیسیون حقیقت و آشتی تعداد گورهای بدون علامت را ۳۲۰۰ قبر تخمین زده‌است. با این حال، منابع دیگر اظهار داشتند که این یک تخمین محافظه کارانه است و تعداد واقعی آن می‌تواند بسیار بیشتر باشد.

## محل گورها

#### کملوپس در غرب کانادا
مقاله اصلی:مدرسه بومیان کملوپس
در ۲۸ مه ۲۰۲۱، بقایای ۲۱۵ کودک در نزدیکی محل مدرسه بومیان کمپلوس در کمپلوس، بریتیش کلمبیا پیدا شد. این بقایا با کمک یک رادار نفوذ کننده در زمین پیدا شد. در بیانیه منتشر شده توسط سازمان بهداشت و درمان سازمان ملل، ریچارد جوک رئیس این سازمان گفت: "این وضعیت وجود دارد متأسفانه جای تعجب نیست و نشان دهنده تأثیرات مخرب و دائمی است که سیستم مدارس شبانه‌روزی همچنان بر مردم بومی، خانواده‌ها و جوامع آنها دارد.

#### براندون
با شروع آوریل ۲۰۱۹، تیمی از Sioux valley Dakota Nation و دانشگاه Simon Fraser سه مکان قبرستان را در مدرسه شبانه‌روزی بومیان Brandon در مانیتوبا را بررسی کردند. در ۴ ژوئن ۲۰۲۱، اعلام شد که آنها ۱۰۴ قبر بالقوه را پیدا کرده‌اند، که ۷۸ مورد از طریق سوابق تاریخی قابل شناسایی هستند.

#### ماریوال

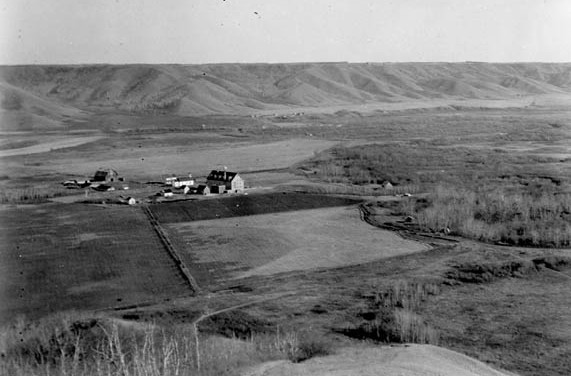
مدرسه شبانه‌روزی ماریوال

مقاله اصلی:مدرسه شبانه‌روزی بومیان ماریوال
در ۲۵ ژوئن ۲۰۲۱، کشف حدود ۷۵۱ قبر بی نشان در نزدیکی محل سابق مدرسه شبانه‌روزی بومیان ماریو در ماریو، ساسکاچوان، در اراضی مردم بومی Cowessess، توسط رئیس کادموس دلمور اعلام شد. همانند کشف Kamloops، از رادار قابل نفوذ در زمین برای شناسایی مکان‌ها برای تحقیق استفاده شد.
در ماه مه ۲۰۲۱، اولین دولت محلی اعلام کرد که با همکاری گروه پلی تکنیک ساسکاچوان با استفاده از رادار قابل نفوذ در زمین آن مکان را جستجو خواهند کرد. در آن زمان تخمین زده شده بود که فقط یک سوم قبرها علامت گذاری شده‌اند. این جستجو دو سال زودتر برنامه‌ریزی شده بود، اما به دلیل همه‌گیری COVID-19 تاخیرهایی مشاهده شد. سرانجام در تاریخ ۳۱ مه آغاز شد، و پس از ادعای قدیمی ترها مبنی بر دفن اجساد در محوطه مدرسه، چهار بار بسط و گسترش یافت. در تاریخ ۲۳ ژوئن ۲۰۲۱، صدها قبر بدون نشان اعلام شد که در مکان این مدرسه واقع شده‌اند، که طبق اطلاعات فدراسیون ملل مستقل بومی (FSIN)، است که نماینده اولین ملل ساسکاچوان است. تعداد کل گورها در یک کنفرانس مطبوعاتی ۷۵۱ قبر اعلام شد، بیش از سه برابر ۲۱۵ کشف شده در Kamloops. درمجموع ۴۴۰۰۰ مترمربع (۴۷۰٬۰۰۰ فوت مربع) جستجو شد که هر یک از ۷۵۱ «ضبط شده» احتمالاً بیش از یک جسد را نشان می‌داد. اما، از آنجا که این مکان همچنین حاوی بقایای افراد خارج از مدرسه است، نسبت ۷۵۱ قبر ضبط شده که می‌تواند مربوط به مدرسه شبانه‌روزی باشد، در حال حاضر نامشخص است. این احتمال وجود دارد که حداقل ۶۰۰ مورد از کشف‌ها مربوط به گورهای واقعی باشد، زیرا فناوری رادار دارای خطای ۱۰–۱۵٪ بود. اجساد بخشی از یک گور دسته جمعی نبودند. بلکه سنگ قبرها توسط نمایندگان کلیسای کاتولیک در دهه ۱۹۶۰ برداشته شده‌است.

#### کرنبروک
در تاریخ ۳۰ ژوئن ۲۰۲۱، اعلام شد که ۱۸۲ مکان قبر بی نشان در محلی در نزدیکی مدرسه شبانه‌روزی سنت اوژن سابق کشف شد.

#### کوپر ایسلند

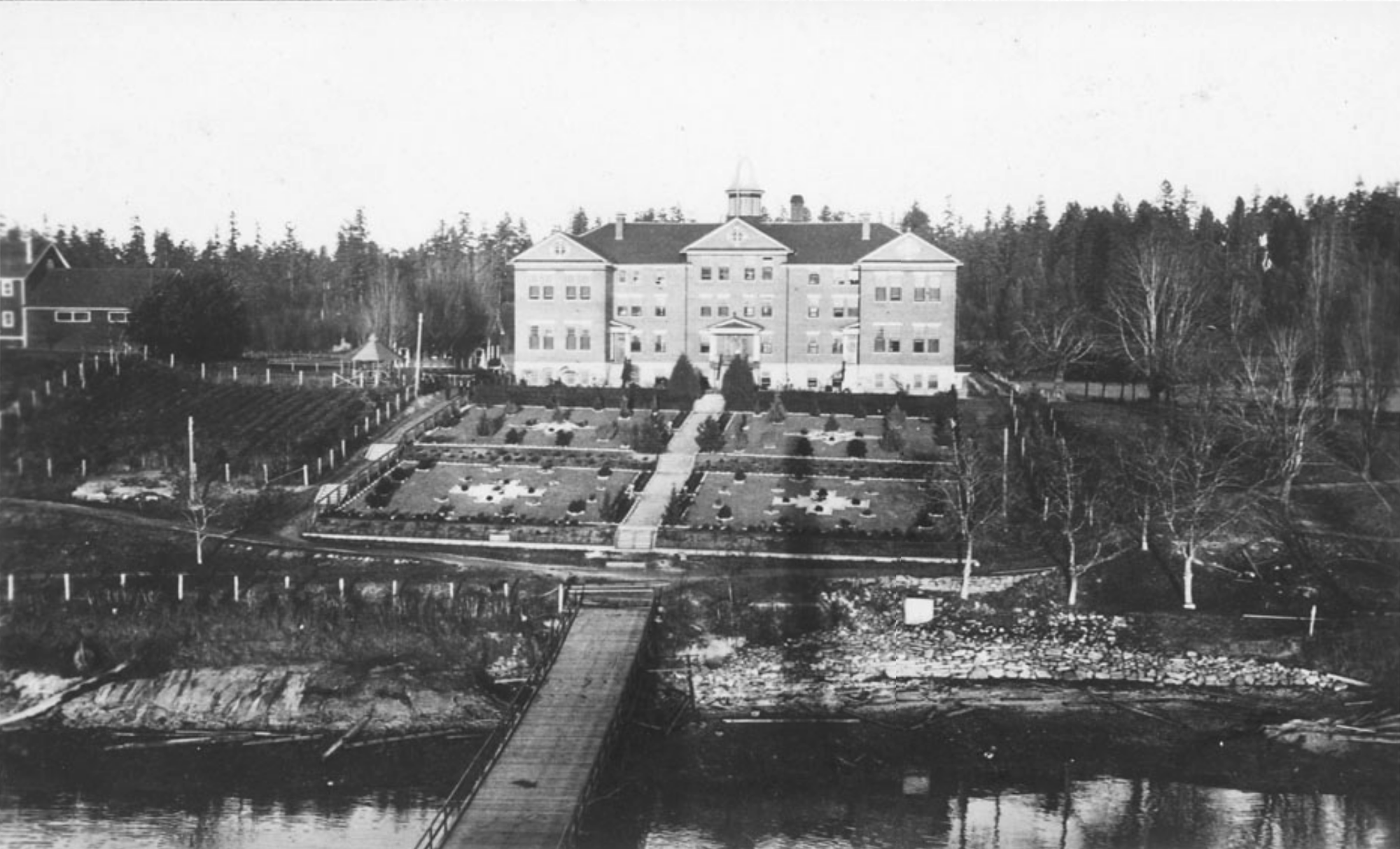
کشف گورهای دسته جمعی در مدرسه کوپرایسلند کانادا

در ۱۲ ژوئیه سال ۲۰۲۱، اعلام شد که حداقل ۱۶۰ قبر بی نشان در محوطه مدرسه شبانه‌روزی بومیان کوپر ایسلند، واقع در جزیره ونکوور پیدا شده‌است.

#### ادامه جستجوها
به دنبال کشفیات گورهای بی نشان در Kamloops و Marieval، تعدادی از بومیان همچنین از جستجوهای جدید برای گورهای بی نشان در مکان‌های دیگر مدارس سابق بومیان خبر داده‌اند. برخی از این جستجوها قبل از کشف کاملوپس در حال انجام بوده‌است.

## واکنش‌ها

#### واکنش‌های عمومی

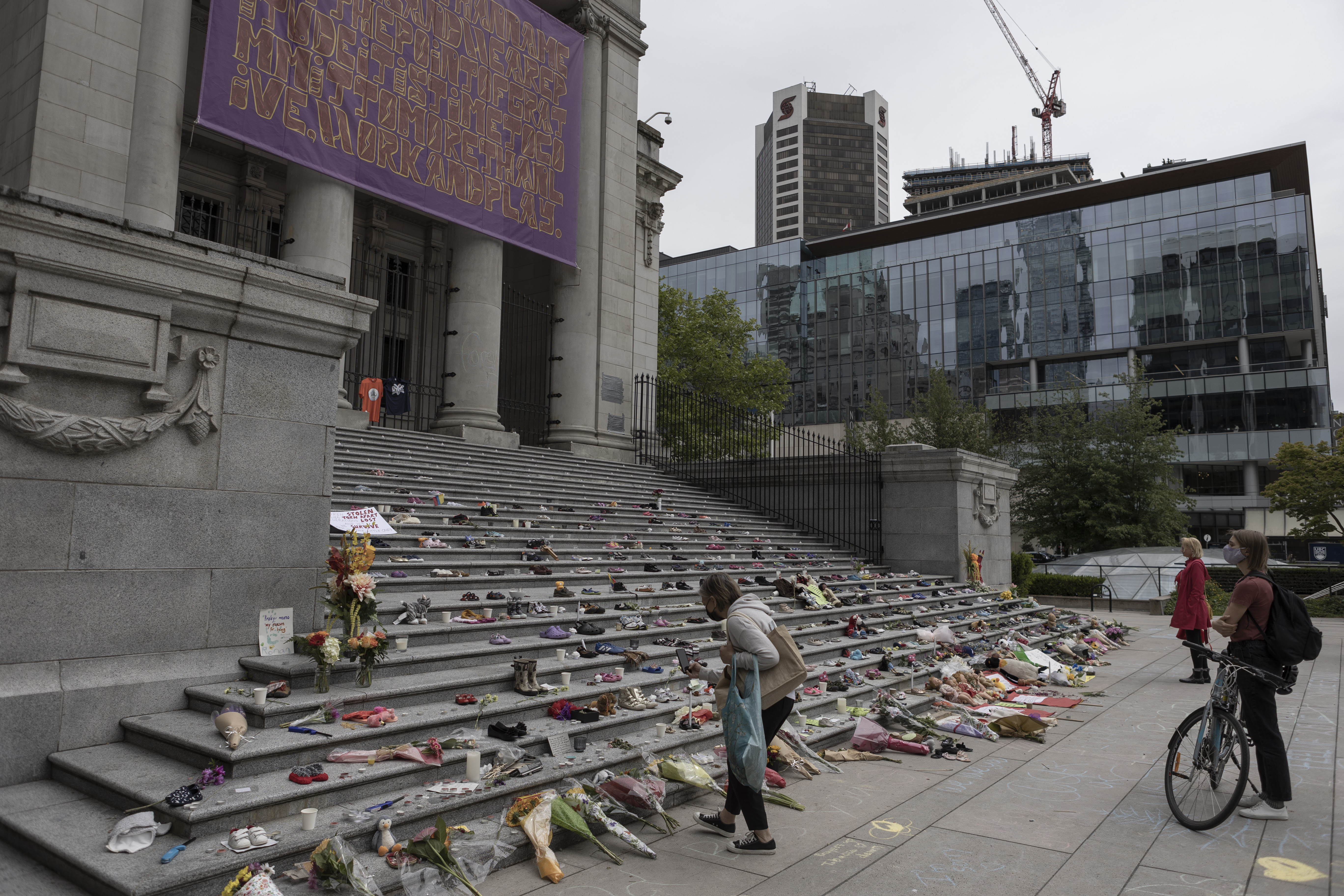
یادبود کودکان مدارس شبانه‌روزی کانادا

کشف اولیه گورهای بی نشان در مدرسه مسکونی Kamloops، الهام بخش بسیاری از یادبودها در سراسر کانادا شد، یادبودی در گالری هنری ونکوور که ۲۱۵ جفت کفش کودک به صورت ردیف گذاشته شده بود. بناهای مشابه نیز در ساختمان قانونگذاری انتاریو و همچنین ساختمانهای مختلف دولتی و بنای کلیساها که وظیفه اجرای سیستم مدارس شبانه‌روزی را بر عهده داشتند، قرار داده شده‌است.

#### واکنش‌های دولتی
نخست‌وزیر جاستین ترودو این کشف را در کملوپس دلخراش توصیف کرد. نمایندگان حزب دموکرات، از وزیر دادگستری این کشور خواسته‌اند تحقیقات مستقل در مورد «جنایات علیه بشریت» در کانادا را آغاز کند.
درخواست برای لغو جشن‌های روز کانادا در سال ۲۰۲۱ پس از این کشفیات شدت یافته‌است، به طوری که تعدادی از گروه‌ها در غرب کانادا و نیوبرانزویک تصمیم گرفتند جشن روز کانادا را برای سال ۲۰۲۱ لغو کنند، و به جای آن این روز را روزی برای تأمل قرار دهند.

#### واکنش‌های بین‌المللی
با توجه به یافته‌های سال ۲۰۲۱، دفتر حقوق بشر سازمان ملل کانادا و کلیسای کاتولیک روم خواست تا در مورد اکتشافات گورهای بی نشان در یک تحقیق دقیق به عمل آورند.دولت چین، روسیه، بلاروس، ایران، کره شمالی، سوریه و ونزوئلا نیز از سازمان ملل خواستار «تحقیق دقیق و بی طرفانه در مورد همه موارد ارتکاب جنایات علیه مردم بومی، به ویژه کودکان» شدند.

#### فراخوان تغییر نام و برداشتن بناهای یادبود

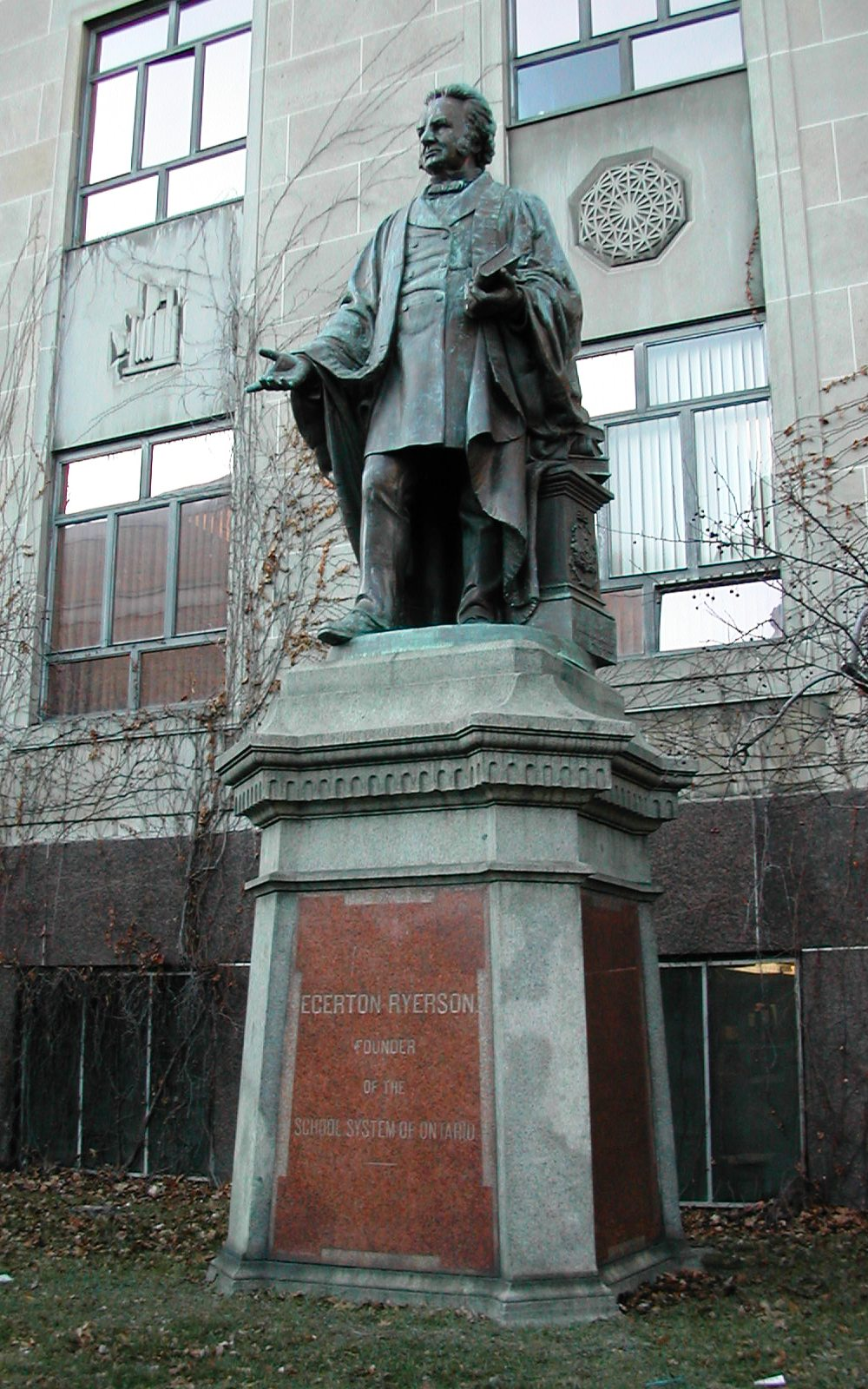
از بین بردن بناهای یادبود مؤسسان مدارس شبانه‌روزی در کانادا

کشف گورها در کملوپس با فراخوان‌های سراسری برای تغییر نام و برداشته شدن بناهای یادبود چهره‌هایی که دیدگاه‌های استعماری یا سیاست‌های اشتباه در قبال مردم بومی کانادا داشتند، دنبال می‌شود.
در تاریخ ۶ ژوئن ۲۰۲۱ مجسمه ای از Egerton Ryerson - یکی از طراحان سیستم مدارس شبانه‌روزی - تخریب شد و متعاقباً توسط معترضین سر آن کنده شد.
این مجسمه در خارج از دانشگاه Ryerson، که نام او را یدک می‌کشد، در تورنتو قرار داشت. محمد لاچمی، رئیس دانشگاه گفت که مجسمه جایگزین یا مرمت نخواهد شد.دانشجویان و اعضای هیئت علمی بومی با اشاره به "دانشگاه X " از دانشگاه خواسته‌اند که دیگر از نام Ryerson استفاده نکند.
دو تا از انتشارات این مدرسه، The Ryersonian و Ryerson Review of Journalism، گفته‌اند که تغییر نام می‌دهند تا نام Ryerson حذف شود.
نام‌ها و مجسمه‌های جان آ. مکدونالد، اولین نخست‌وزیر کانادا و یکی دیگر از مبتکران سیستم مدارس شبانه‌روزی، نیز از مکان‌های عمومی حذف شده‌است.
در اول ژوئن، هیئت آموزشی کلگری تصمیم گرفت نام مدرسه Langevin را به مدرسه Riverside تغییر دهد. نام آن قبلاً به نام هکتور لوئیس لانگوین، یکی از پدران کنفدراسیون و دیگری معمار سیستم مدرسه شبانه‌روزی بود.
به دنبال اعلام این کشف قرون وسطایی، گروهی تقریباً ۲۰ نفره با تی شرت نارنجی در ۲۴ ژوئن در کلیسای جامع سنت پائول در ساسکاچوان جمع شدند و یک زن درهای آن را با چاپ دست قرمز و عبارت «ما بچه بودیم» طراحی کرد.
در اول ژوئیه ۲۰۲۱ (روز کانادا)، مجسمه‌های ملکه ویکتوریا و ملکه الیزابت دوم سرنگون شدند. این اقدامات توسط نخست‌وزیر انگلیس بوریس جانسون محکوم شد
همچنین در روز کانادا، معترضین در ویکتوریا، مجسمه کاوشگر انگلیسی جیمز کوک را سرنگون کردند. این مجسمه به بندرگاه پرتاب شد و لباس‌های قرمز و نقش‌های دستی «خونین» جای آن را گرفت

#### درخواست لغو روز کانادا
فعالان حقوق بومیان در شبکه‌های اجتماعی نوشتند که این اکتشافات می‌تواند موقعیت برای آغاز حسابرسی ملی در مورد تاریخ استعمار کانادا در رابطه با نسل‌کشی بومیان ایجاد کند. تقاضاها برای لغو یا اصلاح جشن روز کانادا به دلیل احترام به حقیقت و سازش شدت گرفته‌است، از جمله بحث در شبکه‌های اجتماعی با استفاده از هشتگ "#CancelCanadaDay. هرچند، این نیز با مخالفت روبرو شده‌است. جشن روز کانادا در برخی از جوامع در بریتیش کلمبیا، آلبرتا، ساسکاچوان شمالی و نیو برانزویک لغو شد.
یکی از فعالان حقوق بومیان دلیل این درخواست را اینگونه بیان می‌کند که اگرچه چیزهایی وجود دارد که می‌توانیم به آنها افتخار کنیم، اما چیزهایی وجود دارد که واقعاً وحشتناک هستند و بخشی از میراث ما هستند. وقتی بی عدالتی را نادیده بگیریم، این به ما آسیب می‌رساند، بخشهای بد تاریخ ما و میراث همیشگی و تأثیر آن اتفاقات وحشتناک را که رخ داده نادیده بگیرید دوباره این حوادث اتفاق می‌افتند و ادامه پیدا می‌کنند.

## سوزاندن کلیساهای بومی
در ۲۱ ژوئن ۲۰۲۱، دو کلیسای کاتولیک در بریتیش کلمبیا در آتش‌سوزی تخریب شدند. در ۲۶ ژوئن، دو کلیسای کاتولیک دیگر نیز در همین منطقه در آتش‌سوزی‌های مشکوک اعلام شده توسط پلیس تخریب شدند. یک کلیسای آنگلیکان نیز در آن روز آتش گرفت، اما با کمترین آسیب خاموش شد. در ۲۸ ژوئن، یک کلیسای کاتولیک در آلبرتا به شکل مشکوکی آسیب دید.
دو آتش‌سوزی در یک شب در ۱ ژوئیه و ۲ ژوئیه باعث نابودی یک کلیسای آنگلیکان در سرزمین بومی و آسیب دیدن دیگری شد. آتش‌سوزی که کلیسای متروک ۱۰۸ ساله سنت پائول آنگلیکان نی هازلتون، بریتیش کلمبیا را ویران کرد، دومین آتش‌سوزی مشکوک در آن کلیسا در طی یک هفته بود، به دنبال آتش‌سوزی کوچکتر که به در کلیسا آسیب زد.
کلیسای کاتولیک دیگری، در رودخانه صلح، آلبرتا، در تاریخ ۳ ژوئیه آسیب جزئی دید.کلیسای کاتولیک رومی در دریاچه ردبری، ساسکاچوان در بعد از ظهر ۸ ژوئیه به آتش کشیده شد، و مانند دیگران مشخص شد که مشکوک است.

#### واکنش‌ها به سوزاندن و آسیب رساندن به کلیساها
برخی روسای گروه‌های بومی آتش‌سوزی‌ها را محکوم و آن را عملی خلافکارانه توصیف کردند و برخی کلیساها و مدارس شبانه‌روزی را به عنوان شاهد تاریخی این حوادث نیازمند محافظت دانستند.
۲ ژوئیه، نخست‌وزیر ترودو تخریب و آتش‌سوزی حملات کلیساهای کانادا را «اشتباه و غیرقابل قبول» خواند.
در تاریخ ۵ ژوئیه، گروهی از بازماندگان مدارس شبانه‌روزی خواستار توقف آتش‌سوزی و صدمه زدن به کلیساها شدند. این گروه همچنین گفت که این جنایات فقط باعث نزاع، افسردگی و اضطراب غیرضروری برای کسانی است که از قبل رنج می‌بردند. یکی از بازماندگان دهه شصت و دختر بازمانده یک مدرسه شبانه‌روزی اظهار داشتند که آتش زدن کلیساها با اعتقاد مردم بومی هم خوانی ندارد و آنها عبادتگاه‌های مردم را تخریب نمی‌کنند. برخی نیز از آتش زدن کلیساها حمایت کردند و آن را جواب گزارش‌ها دربارهٔ مدارس بومیان عنوان کردند.